# Alí Cordero Casal
Alí Cordero Casal (Acarigua, Venezuela, 12 de agosto de 1955) es un empresario, artista, filántropo y coleccionista de arte venezolano-estadounidense. Cordero es el fundador del Museo de Arte Acarigua Araure y del Venezuelan American Endowment for the Arts, además de ser el director de ACC Insurance Brokers Group.

## Primeros años
Nacido en Acarigua, Venezuela, Cordero Casal es el tercero de los cinco hijos del matrimonio del exgobernador y senador del Estado Portuguesa Waldemar Cordero Vale con Yuya Casal de Cordero. Debido a las ocupaciones políticas y relacionadas con el negocio de su padre, los primeros años de Cordero Casal los vivió en muchas ciudades diferentes dentro y fuera de Venezuela, donde asistió a muchas escuelas, entre ellos el colegio San Miguel Arcángel (Venezuela) y la Our Lady of Mount Carmel School (Nueva York, Estados Unidos).
De regreso a Venezuela, terminó sus estudios en los Liceos José Antonio Páez (Acarigua) y José Vicente Unda (Guanare), ambos en el estado Portuguesa donde su padre sirvió durante 1969-1974 como gobernador del estado durante el primer gobierno de Rafael Caldera. Cordero Casal terminó sus estudios en el Colegio San Vicente de Paúl de Barquisimeto (Lara). Después de esto, se traslada a Caracas a estudiar en la Universidad Católica Andrés Bello y obtuvo un grado en Administración de Empresas en 1979 y luego una especialización en seguros en el Instituto Universitario de Seguros en Caracas.

## Carrera

### Como empresario
Cordero Casal fundó la empresa ACC C.A. de Corretaje de Seguros en mayo de 1974. Muy pronto, el Grupo ACC estableció un grupo de clientes de alto nivel y especializó sus operaciones y servicios en una plataforma que atiende necesidades de seguro en áreas como petróleo, energía y riesgo político, entre otros. El rápido crecimiento de su empresa y las exigencias de su clientela siempre creciente, lo catapultó en los mercados internacionales, con apertura de oficinas en Nueva York, Londres y Miami.

### Como artista y filántropo
De muy joven Cordero comenzó su colección personal de arte contemporáneo, como arte cinético, arte Pop y Neo Pop, entre muchas variaciones. Hoy en día, su colección está llena de más de 1.200 piezas que incluyen piezas únicas y hechas a medida por Andy Warhol, Jesús Rafael Soto, Arman, Robert Mapplethorpe, Edward Mapplethorpe, Leda Catunda, Valentín Vallhonrat, Fernando Botero, Arnold Newman, Artemio Narro, Milton Becerra, Rafael Barrios, Francisco Salazar, Cerith Wyn Evans, Clarence Sinclair Bull, Barbara Morgan, Annie Leibovitz y muchos otros.
Su carrera como artista visual se inició en la década de los años 90, a pesar de que ya había comenzado a tomar fotografías a una edad muy joven de amigos y familiares, usando una pequeña Pentax K-1000, y más tarde con pequeñas cámaras point-and-shoot. Mientras que su interés por la fotografía creció, empezó a crear muchos de sus proyectos artísticos con otros fotógrafos profesionales. En 1995 se trasladó a un almacén (El Galpón) en las colinas de Caracas y con la asistencia profesional de arquitecto y diseñador Carlos Henrique Hernández, lo convirtió en un estudio de fotografía / loft, donde trabajó entre 1995-2005.
En 2005 Cordero Casal se trasladó a una nueva casa/estudio: un ático en el este de Caracas en un edificio de los años 40 de arquitectura vasca remodelado en un loft contemporáneo por el arquitecto Henrique Vera. Esta ubicación sigue siendo la casa-estudio de Cordero Casal en Venezuela y en el que exhibe una gran parte de su colección de arte.

### Museo de Arte Acarigua Araure
En 1987, Cordero Casal encabezó los esfuerzos para la concepción, el diseño y la construcción del Museo de Arte Acarigua Araure (MAAA), que se encuentra en su ciudad natal, Acarigua en el estado Portuguesa, en edificio de 1950 totalmente renovado. El Museo se ha convertido en un espacio primordial para artistas de la zona, así como un sitio de encuentro para organizaciones benéficas educativas y sociales de la zona.

### Venezuelan American Endowment for the Arts
El Venezuelan American Endowment for the Arts (VAEA) fue creado con el propósito de fortalecer los lazos culturales entre los Estados Unidos y Venezuela, apoyar a los artistas a través de programas de becas, así como la financiación directa de las actividades artísticas como exposiciones, espectáculos, seminarios y otras actividades educativas. Como presidente de la fundación VAEA, Cordero Casal estableció la «Medalla Páez de las Artes» que se presenta una vez al año a un individuo o grupo que ha tenido un impacto y contribuido a la excelencia, el crecimiento, el apoyo y la proliferación de las artes en Venezuela y los Estados Unidos. Entre los receptores de la medalla se encuentran Carlos Cruz-Diez, Robert Wilson, Sofía Ímber y Annie Leibovitz.